# Sauret-Besserve
Pour les articles homonymes, voir Sauret.
Sauret-Besserve est une commune française, située dans le département du Puy-de-Dôme en région Auvergne-Rhône-Alpes.

## Géographie

### Localisation
La commune de Sauret-Besserve est située à six kilomètres de Saint-Gervais-d'Auvergne et à une cinquantaine de kilomètres de Clermont-Ferrand dans la région naturelle des Combrailles.
Près du village se trouve le barrage de Besserve (ou barrage des Fades), qui a créé le lac de Besserve.

### Communes limitrophes
Cinq communes sont limitrophes de Sauret-Besserve :
|                         | Saint-Gervais-d'Auvergne |                                |
| Saint-Priest-des-Champs | Sauret-Besserve          |                                |
|                         | Les Ancizes-Comps        | Queuille Saint-Georges-de-Mons |

### Hydrographie
La Sioule, un  affluent de l'Allier et donc un sous-affluent du fleuve la Loire, passe à la limite sud de la commune.

### Climat
Pour des articles plus généraux, voir Climat d'Auvergne-Rhône-Alpes et Climat du Puy-de-Dôme.
En 2010, le climat de la commune est de type climat des marges montargnardes, selon une étude du Centre national de la recherche scientifique s'appuyant sur une série de données couvrant la période 1971-2000. En 2020, Météo-France publie une typologie des climats de la France métropolitaine dans laquelle la commune est exposée à un climat de montagne ou de marges de montagne et est dans la région climatique Ouest et nord-ouest du Massif Central, caractérisée par une pluviométrie annuelle de 900 à 1 500 mm, maximale en automne et en hiver.
Pour la période 1971-2000, la température annuelle moyenne est de 10,1 °C, avec une amplitude thermique annuelle de 16,2 °C. Le cumul annuel moyen de précipitations est de 879 mm, avec 11,5 jours de précipitations en janvier et 7,8 jours en juillet. Pour la période 1991-2020, la température moyenne annuelle observée sur la station météorologique de Météo-France la plus proche, « Saint-Gervais-d'Auvergne », sur la commune de Saint-Gervais-d'Auvergne à 4 km à vol d'oiseau, est de 9,8 °C et le cumul annuel moyen de précipitations est de 825,6 mm,. Pour l'avenir, les paramètres climatiques de la commune estimés pour 2050 selon différents scénarios d'émission de gaz à effet de serre sont consultables sur un site dédié publié par Météo-France en novembre 2022.

## Urbanisme

### Typologie
Au 1er janvier 2024, Sauret-Besserve est catégorisée commune rurale à habitat très dispersé, selon la nouvelle grille communale de densité à sept niveaux définie par l'Insee en 2022.
Elle est située hors unité urbaine et hors attraction des villes,.

### Occupation des sols
L'occupation des sols de la commune, telle qu'elle ressort de la base de données européenne d’occupation biophysique des sols Corine Land Cover (CLC), est marquée par l'importance des territoires agricoles (61 % en 2018), une proportion identique à celle de 1990 (61 %). La répartition détaillée en 2018 est la suivante : prairies (45,5 %), forêts (37,5 %), zones agricoles hétérogènes (15,5 %), eaux continentales (1,5 %). L'évolution de l’occupation des sols de la commune et de ses infrastructures peut être observée sur les différentes représentations cartographiques du territoire : la carte de Cassini (XVIIIe siècle), la carte d'état-major (1820-1866) et les cartes ou photos aériennes de l'IGN pour la période actuelle (1950 à aujourd'hui).

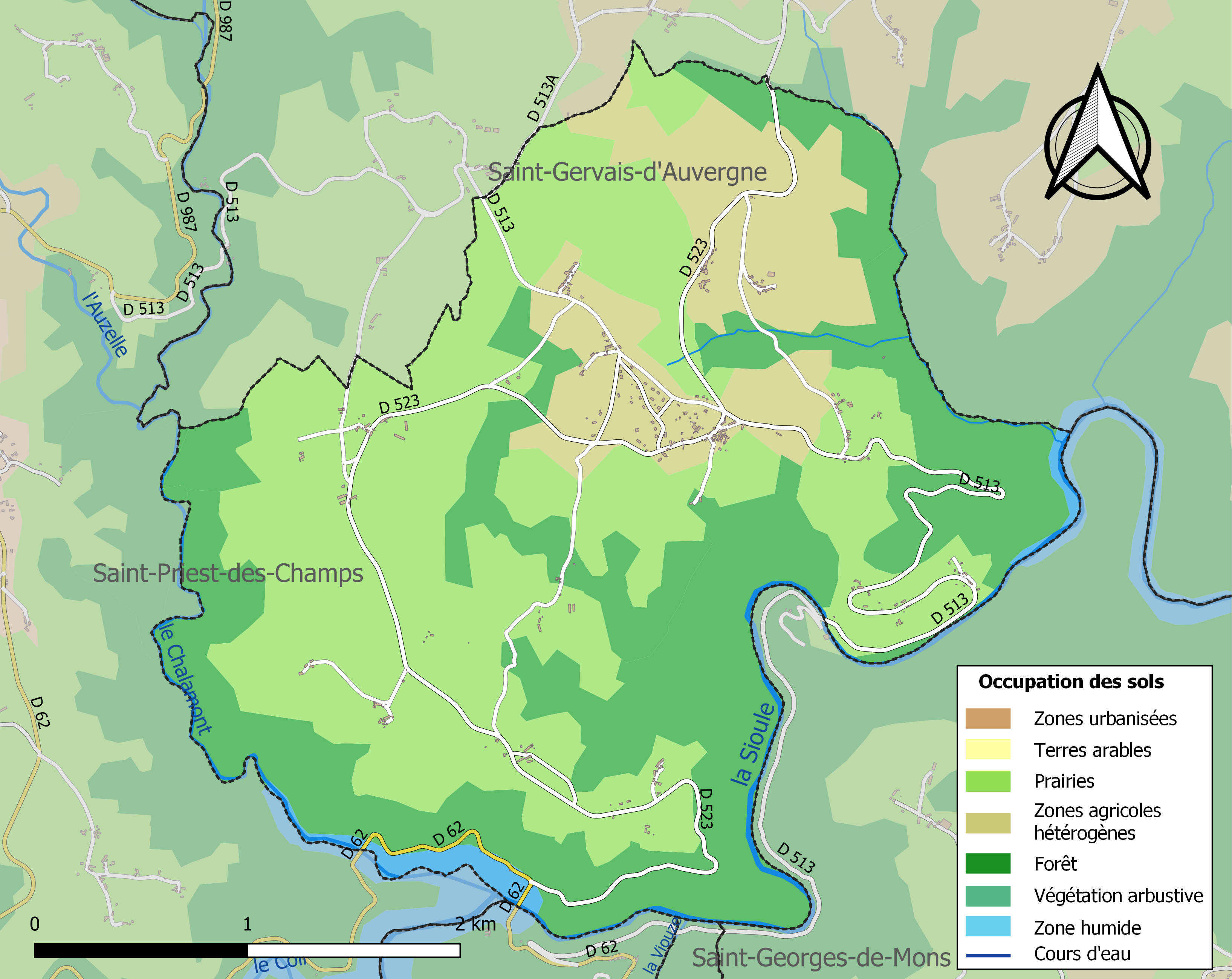
Carte des infrastructures et de l'occupation des sols de la commune en 2018 (CLC).

### Habitat et logement
En 2018, le nombre total de logements dans la commune était de 154, alors qu'il était de 158 en 2013 et de 157 en 2008.
Parmi ces logements, 61 % étaient des résidences principales, 33 % des résidences secondaires et 5,9 % des logements vacants. Ces logements étaient pour 94,8 % d'entre eux des maisons individuelles et pour 4,5 % des appartements.
Le tableau ci-dessous présente la typologie des logements à Sauret-Besserve en 2018 en comparaison avec celle du Puy-de-Dôme et de la France entière. Une caractéristique marquante du parc de logements est ainsi une proportion de résidences secondaires et logements occasionnels (33 %) très supérieure à celle du département (10,1 %) et à celle de la France entière (9,7 %). Concernant le statut d'occupation de ces logements, 90,5 % des habitants de la commune sont propriétaires de leur logement (90,2 % en 2013), contre 61,5 % pour le Puy-de-Dôme et 57,5 % pour la France entière.
| Typologie                                               | Sauret-Besserve | Puy-de-Dôme | France entière |
| ------------------------------------------------------- | --------------- | ----------- | -------------- |
| Résidences principales (en %)                           | 61              | 79,5        | 82,1           |
| Résidences secondaires et logements occasionnels (en %) | 33              | 10,1        | 9,7            |
| Logements vacants (en %)                                | 5,9             | 10,4        | 8,2            |

### Voies de communication et transports
La commune est traversée par les routes départementales 513 (reliant Saint-Priest-des-Champs à l'ouest d'une part et le village des Garachons et la D 62 d'autre part), 523 (reliant Saint-Gervais-d'Auvergne au nord à la D 62 au sud, en direction des Ancizes-Comps, près du barrage des Fades).
La ligne de Lapeyrouse à Volvic passe dans la commune ; celle-ci est fermée à tout trafic. Près du village de Besserve, il existe un tunnel, dit de Toureix, long d'environ 400 mètres, juste avant le viaduc des Fades.

## Toponymie
La commune est dénommée Sauret e Beçerva en occitan.
Plusieurs hypothèses sont possibles pour expliquer l’origine du nom de Sauret :
- diminutif de saur, en ancien français : fauve, blond, roux ; désignait une personne dont la chevelure était de cette couleur ; autre sens : terre inculte, pleine de genêts et de bruyères (ce qui serait plausible) ;
- pourrait dériver de saurus : nom d'homme gaulois ;
- pourrait venir de l'occitan sèrra : colline, bord de plateau (ce qui est le cas pour l'emplacement du bourg de Sauret).
- pourrait venir de l'occitan saure, variante de sause, le saule, et plus particulièrement un endroit où se trouve cette essence d'arbre[11]; mais, comme les saules poussent de préférence sur les sols humides et au bord des cours d'eau, il est fort douteux que le village de Sauret leur doive son nom…

L’origine du nom de Besserve s’explique plus aisément :
Il s'agit d'un nom composé :
- de bes : du bas latin bettia, bois de bouleaux, dérivé du gaulois beto ou bettu, bouleau (le mot latin betulla a la même signification), qui a donné en occitan bessa, lieu caractérisé par la présence de bouleaux ;
- et de serve : du latin silva, forêt, bois, qui a donné selve (forêt, lieu boisé) en langue d'oïl, dont serve est une variation.

À l'origine, Besserve devait donc être un lieu planté de bouleaux.

## Histoire
En 1843, la commune de Besserve, instaurée par la Révolution française, absorbe celle de Chambonnet et prend sa dénomination actuelle de Sauret-Besserve.

## Politique et administration

### Rattachements administratifs et électoraux

#### Rattachements administratifs
La commune se trouve dans l'arrondissement de Riom du département du Puy-de-Dôme.
Elle faisait partie depuis 1793 du canton de Saint-Gervais-d'Auvergne. Dans le cadre du redécoupage cantonal de 2014 en France, cette circonscription administrative territoriale a disparu, et le canton n'est plus qu'une circonscription électorale.

#### Rattachements électoraux
Pour les élections départementales, la commune fait partie depuis 2014 du canton de Saint-Éloy-les-Mines.
Pour l'élection des députés, elle fait partie de la deuxième circonscription du Puy-de-Dôme depuis le dernier découpage électoral de 2010 (sixième circonscription avant 2010).

### Intercommunalité
Sauret-Besserve était membre de la petite communauté de communes Cœur de Combrailles, un établissement public de coopération intercommunale (EPCI) à fiscalité propre créé fin 1999 et auquel la commune avait transféré un certain nombre de ses compétences, dans les conditions déterminées par le code général des collectivités territoriales.
Dans le cadre des dispositions de la loi portant nouvelle organisation territoriale de la République du 7 août 2015, qui prévoit que les établissements publics de coopération intercommunale (EPCI) à fiscalité propre doivent avoir un minimum de 15 000 habitants, cette intercommunalité a fusionné avec sa voisine pour former, le 1er janvier 2017, la communauté de communes du Pays de Saint-Éloy dont est désormais membre la commune.

### Élections municipales et communautaires

#### Élections de 2020
Le conseil municipal de Sauret-Besserve, commune de moins de 1 000 habitants, est élu au scrutin majoritaire plurinominal à deux tours avec candidatures isolées ou groupées et possibilité de panachage. Compte tenu de la population communale, le nombre de sièges à pourvoir lors des élections municipales de 2020 est de 11. La totalité des candidats en lice est élue dès le premier tour, le 15 mars 2020, avec un taux de participation de 69,41 %.

#### Chronologie des maires
| Période                                  | Période                        | Identité         | Étiquette | Qualité |
| ---------------------------------------- | ------------------------------ | ---------------- | --------- | --- |
| Les données manquantes sont à compléter. |                                |                  |           | |
| avant 1981                               |                                | Bernard Laguet   | PS        | |
| Les données manquantes sont à compléter. |                                |                  |           | |
| mars 2008                                | novembre 2022                  | Jocelyne Lelong, | DVC       | agent technique territoriale retraitée Conseillère départementale de Saint-Éloy-les-Mines (2021 → ) Démissionnaire |
| novembre 2022                            | En cours (au 16 décembre 2022) | Serge Compte     |           | Employé retraité                                                                                                   |

## Équipements et services publics

### Enseignement
Sauret-Besserve dépend de l'académie de Clermont-Ferrand. Aucune école n'est implantée dans la commune.
Les collégiens vont au collège Baptiste-Bascoulergue de Saint-Gervais-d'Auvergne puis aux lycées Virlogeux ou Pierre-Joël-Bonté de Riom.

## Population et société

### Démographie
L'évolution du nombre d'habitants est connue à travers les recensements de la population effectués dans la commune depuis 1793. Pour les communes de moins de 10 000 habitants, une enquête de recensement portant sur toute la population est réalisée tous les cinq ans, les populations de référence des années intermédiaires étant quant à elles estimées par interpolation ou extrapolation. Pour la commune, le premier recensement exhaustif entrant dans le cadre du nouveau dispositif a été réalisé en 2005.

En 2022, la commune comptait 165 habitants, en évolution de −1,79 % par rapport à 2016 (Puy-de-Dôme : +2,1 %, France hors Mayotte : +2,11 %).
| 1793 | 1800 | 1806 | 1821 | 1831 | 1836 | 1841 | 1846 | 1851 |
| ---- | ---- | ---- | ---- | ---- | ---- | ---- | ---- | ---- |
| 100  | 124  | 122  | 155  | 145  | 372  | 157  | 409  | 443  |

| 1856 | 1861 | 1866 | 1872 | 1876 | 1881 | 1886 | 1891 | 1896 |
| ---- | ---- | ---- | ---- | ---- | ---- | ---- | ---- | ---- |
| 457  | 417  | 422  | 424  | 401  | 442  | 464  | 466  | 469  |

| 1901 | 1906 | 1911 | 1921 | 1926 | 1931 | 1936 | 1946 | 1954 |
| ---- | ---- | ---- | ---- | ---- | ---- | ---- | ---- | ---- |
| 470  | 546  | 423  | 407  | 398  | 356  | 325  | 290  | 268  |

| 1962 | 1968 | 1975 | 1982 | 1990 | 1999 | 2005 | 2006 | 2010 |
| ---- | ---- | ---- | ---- | ---- | ---- | ---- | ---- | ---- |
| 235  | 231  | 185  | 170  | 199  | 192  | 179  | 180  | 181  |

| 2015 | 2020 | 2022 | - | - | - | - | - | - |
| ---- | ---- | ---- | - | - | - | - | - | - |
| 173  | 167  | 165  | - | - | - | - | - | - |

## Culture locale et patrimoine

### Lieux et monuments
Sauret-Besserve compte un édifice inscrit aux monuments historiques : le viaduc des Fades, datant du début du XXe siècle, a été construit par les établissements Cail pour permettre à la ligne de Lapeyrouse à Volvic de franchir la vallée de la Sioule.

Le Viaduc des Fades
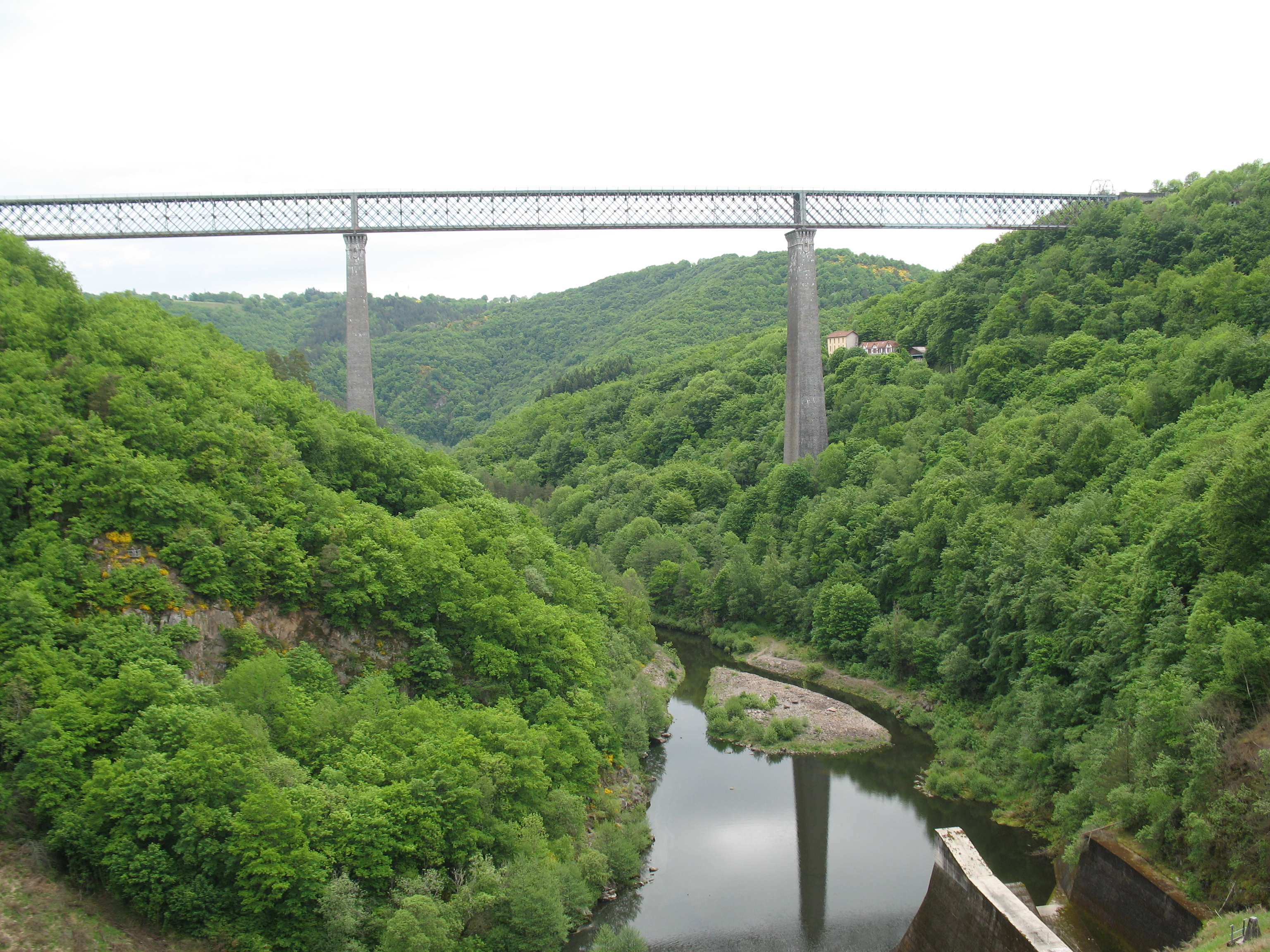
Le viaduc des Fades en 2008, vu depuis le barrage
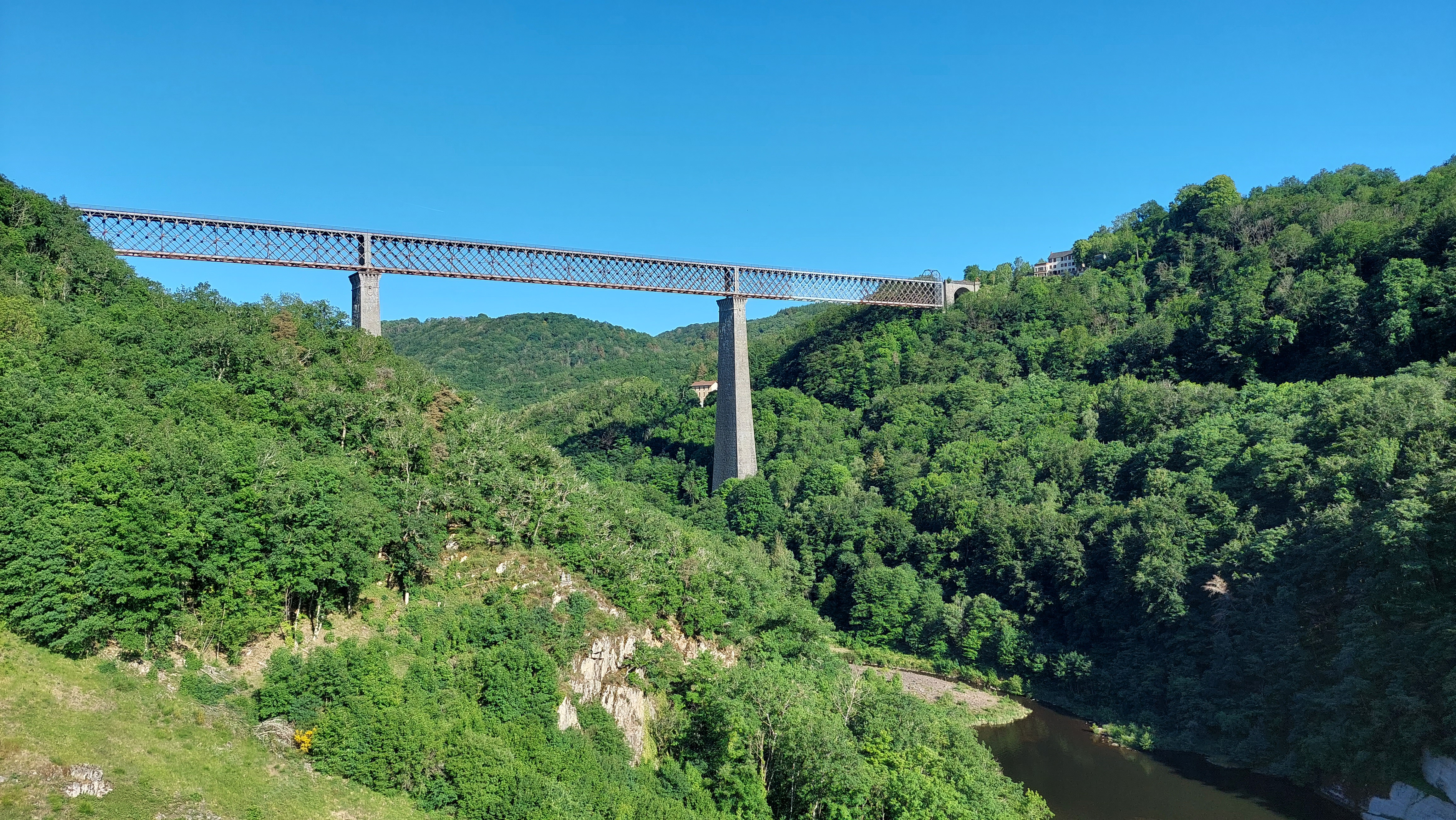
En 2022 vu depuis le barrage
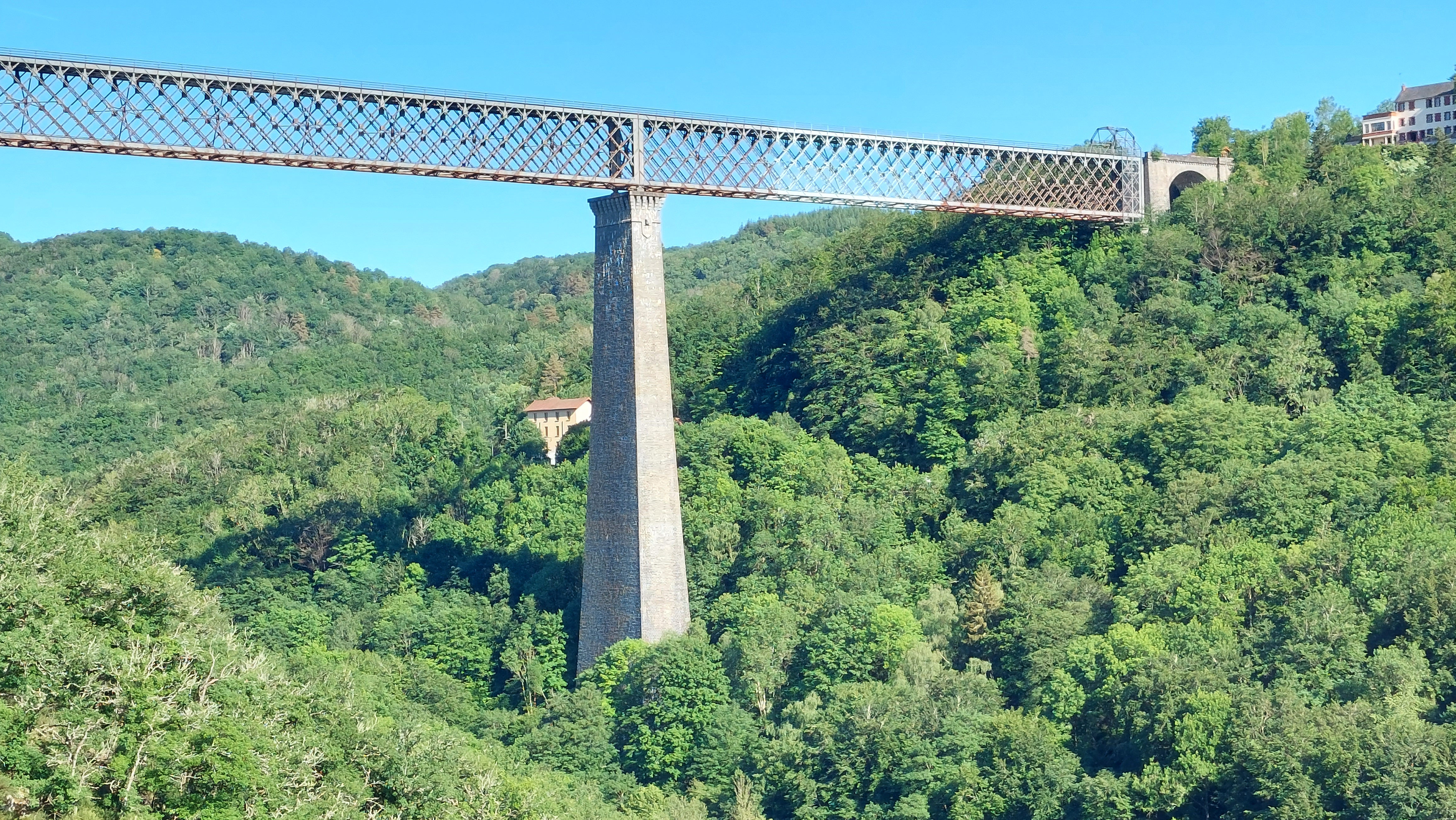
En 2022, vu depuis le barrage
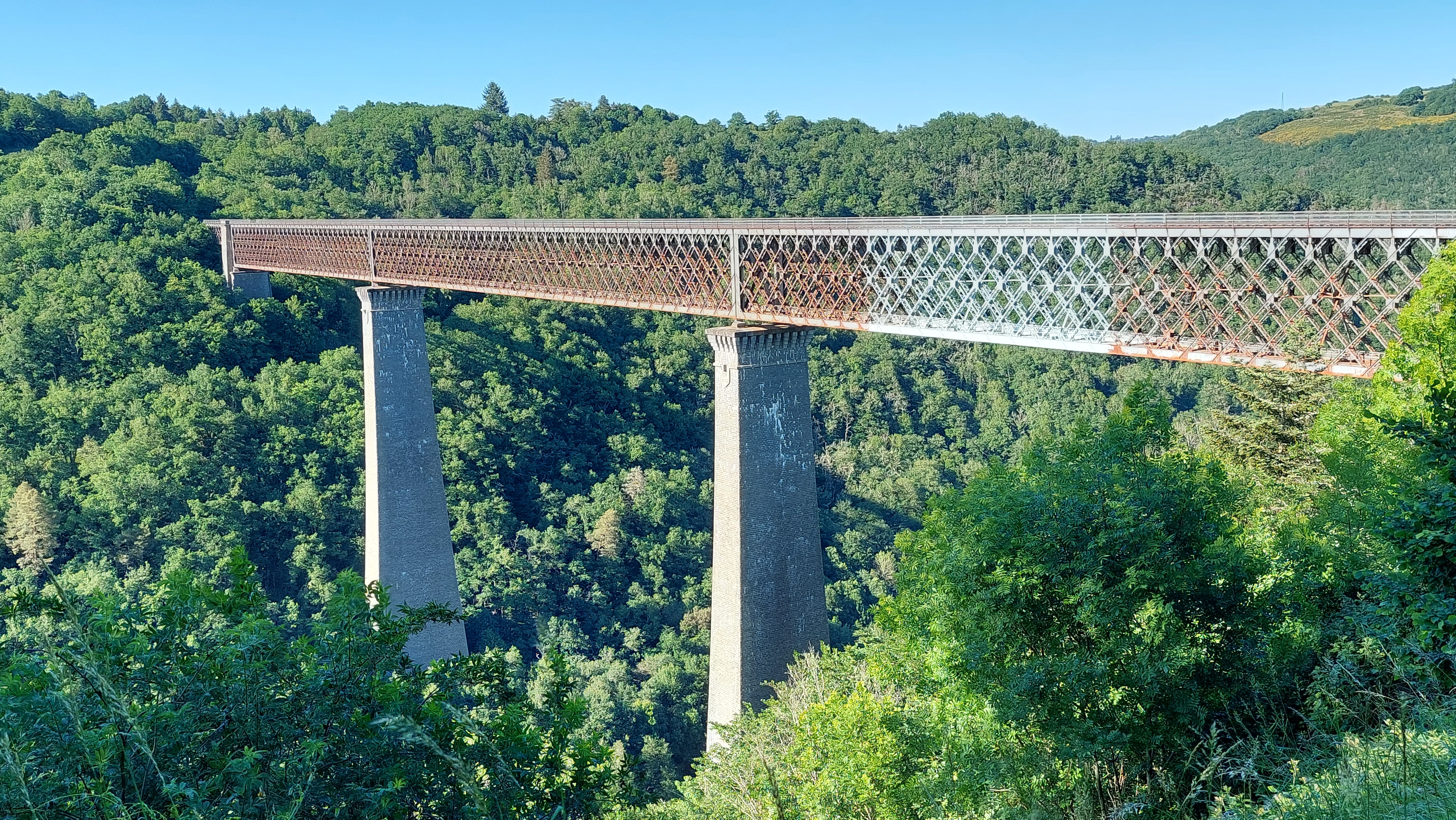
En 2022, vu depuis le lieu-dit Coureix
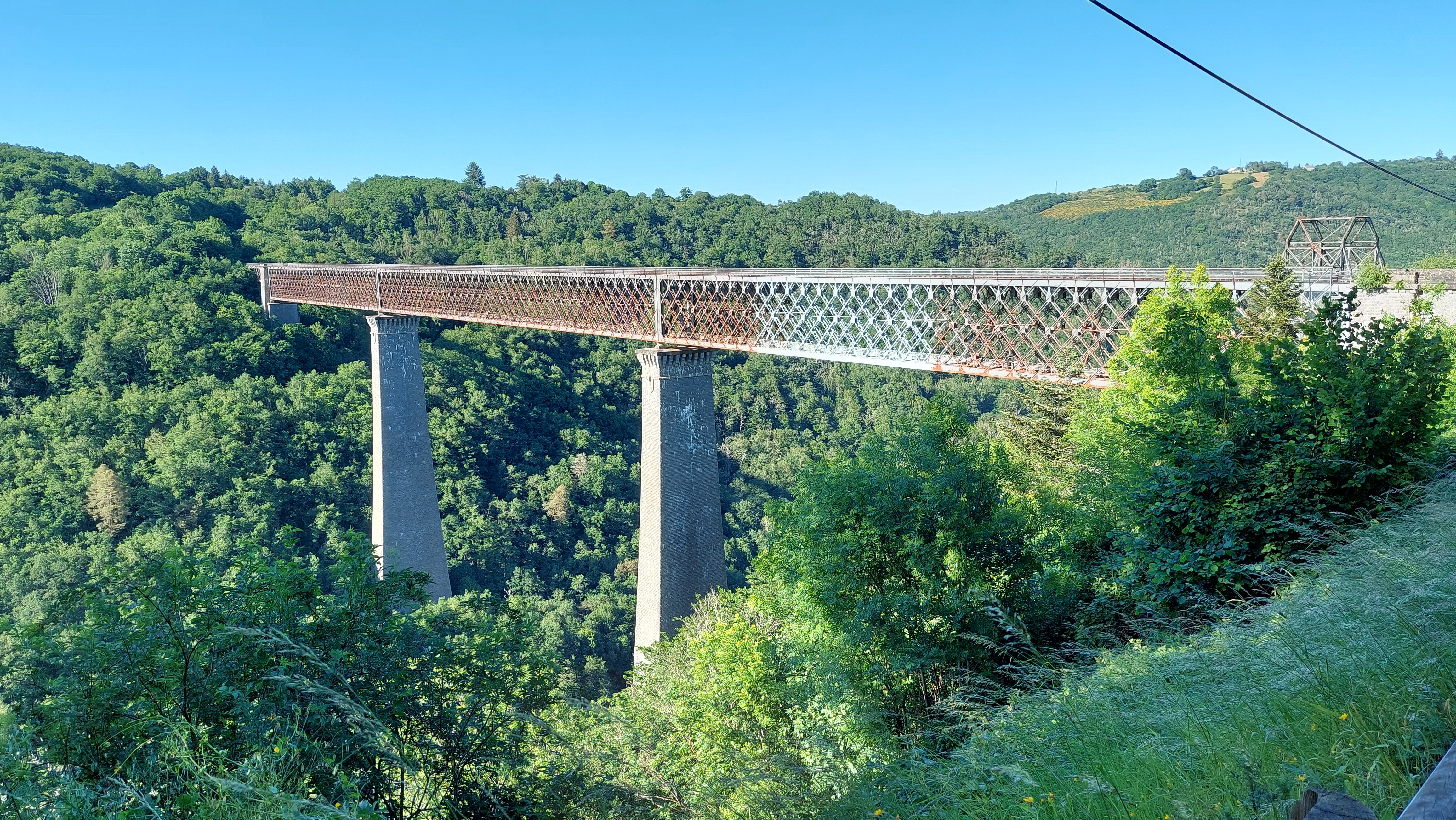
En 2022, vu depuis le lieu-dit Coureix

## Héraldique
| Blason de Sauret-Besserve | Blason  | Coupé ondé: au 1 d'or à un viaduc du lieu (viaduc des Fades) de sable, au 2 d'azur à deux poissons d'argent nageant l'un au-dessus de l'autre. |
| Blason de Sauret-Besserve | Détails | Créé par JF Binon.Blason sur l'application illiwap, 2023.                                                                                      |